# Pedicia tenuiloba
Pedicia tenuiloba är en tvåvingeart. Pedicia tenuiloba ingår i släktet Pedicia och familjen hårögonharkrankar.

## Underarter
Arten delas in i följande underarter:
- P. t. grisea
- P. t. tenuiloba